# 9833 Rilke
9833 Rilke este un asteroid din centura principală de asteroizi.

## Descriere
9833 Rilke este un asteroid din centura principală de asteroizi. A fost descoperit pe 21 februarie 1982 la Tautenburg de Freimut Börngen. El prezintă o orbită caracterizată de o semiaxă mare de 2,28 ua, o excentricitate de 0,11 și o înclinație de 3,8° în raport cu ecliptica.